# Aracopidius monachus
Aracopidius monachus là một loài bọ cánh cứng trong họ Ptilodactylidae. Loài này được LeConte miêu tả khoa học năm 1874.